# 王金映
王金映，湖南省長沙府長沙縣人，清朝政治人物。同進士出身。
光緒二年（1876年），參加丙子恩科會試，得貢士第171名。殿試登進士3甲第12名。同年五月（6月3日），著分六部學習。